# Остапенко, Владимир Викторович
Владимир Викторович Остапенко (22 апреля 1956, Симферополь) — советский и российский учёный в области механики, педагог.

## Биография
Окончил Новосибирскую ФМШ (1973). В том же году поступил на механико-математический факультет МГУ, который окончил в 1978 году; в 1978—1981 годах учился в аспирантуре механико-математического факультета МГУ. Ученик В. В. Румянцева.
С 1981 года работает в Сибирском отделении АН СССР, в Институте теоретической и прикладной механики (1981—1983), с 1984 года в Институте гидродинамики им. М. А. Лаврентьева. Кандидат наук. Главный научный сотрудник Лаборатории прикладной и вычислительной гидродинамики, член Учёного совета Института. Доктор физико-математических наук (1994).
Область научных интересов — системы гиперболических уравнений, их приложения в механике жидкости и газа, численные методы решения дифференциальных уравнений в частных производных, а также развитие новых гидродинамических моделей.
Преподает в НГУ (профессор кафедры дифференциальных уравнений механико-математического факультета, профессор кафедры математики факультета информационных технологий) и СУНЦ НГУ (кафедра математики).
Автор и соавтор более 100 научных работ, в том числе двух монографий. Под его научным руководством защищены одна кандидатская диссертация и 11 дипломных работ.